# Prosper de Barante
Amable-Guillaume-Prosper Brugière, barão de Barante (Riom, 10 de junho de 1782 – Dorat, 22 de novembro de 1866) foi um político e historiador francês. Associado à centro-esquerda, ele foi descrito na França como o primeiro homem a se chamar "sem qualquer embaraço ou restrição de um liberal".

## Biografia

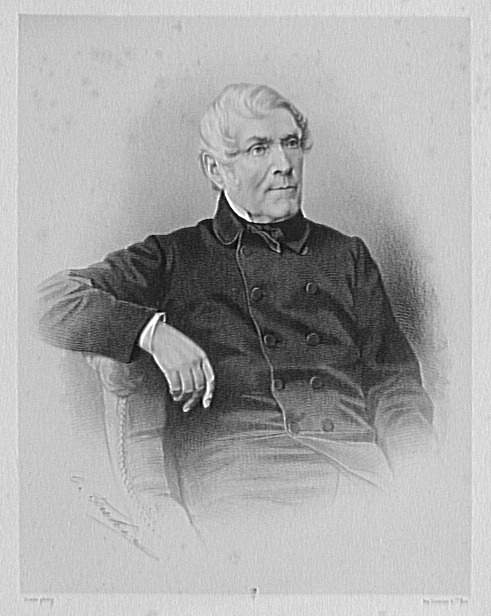
Barante nos seus últimos anos

Barante nasceu em Riom, Puy-de-Dôme, filho de um advogado. Aos dezesseis anos, ingressou na Escola Politécnica em Paris e, aos vinte anos, obteve sua primeira nomeação no serviço público. Suas habilidades lhe garantiram uma rápida promoção e, em 1806, obteve o cargo de auditor no Conselho de Estado. Depois de trabalhar em várias missões diplomáticas na Alemanha, Polônia e Espanha, durante os dois anos seguintes, tornou-se prefeito de Vendeia.
Na época do retorno de Napoleão I, ele ocupava a prefeitura de Nantes, e nesse cargo renunciou imediatamente. Na segunda restauração dos Bourbons, ele foi nomeado conselheiro de Estado e secretário-geral do Ministério do Interior. Depois de preencher por vários anos o cargo de diretor-geral de impostos indiretos, ele foi criado em 1819 como um par da França e destacou-se entre os liberais.
Após a revolução de julho de 1830, Barante foi nomeado embaixador em Turim e cinco anos depois em São Petersburgo. Durante o reinado de Luís Filipe I, ele permaneceu um defensor do governo; e após a queda da monarquia, em fevereiro de 1848, ele se retirou dos assuntos políticos e se recolheu em sua sede em Auvergne. Pouco antes de se aposentar, ele recebeu a Grã-cruz da Legião de Honra.
Morreu no castelo de Barante, perto de Thiers, em 1866.

## Obras
A Histoire des ducs de Bourgogne de la maison de Valois, de Barante, que apareceu em uma série de volumes entre 1824 e 1828, garantiu-lhe a admissão imediata na Academia Francesa. Suas qualidades narrativas e pureza de estilo ganharam elogios da escola romântica, mas exibem uma falta de senso crítico e de conhecimento científico. Entre suas outras obras literárias estão:
- Tableau de la littérature au xviiie siècle, das quais várias edições foram publicadas
- Des communes et de l'aristocratie (1821)
- uma tradução francesa das obras dramáticas de Friedrich Schiller
- Questions constitutionnelles (1850)
- Histoire de la Convention, que apareceu em seis volumes entre 1851 e 1853
- Histoire du Directoire (1855)
- Études historiques et biographiques (1857)
- Vie politique de Royer-Collard (1861)

A versão de Hamlet de Shakespeare por Guizot foi trabalho dele.
Seus Souvenirs foram publicados por seu neto (Paris, 1890–1899).